# E331

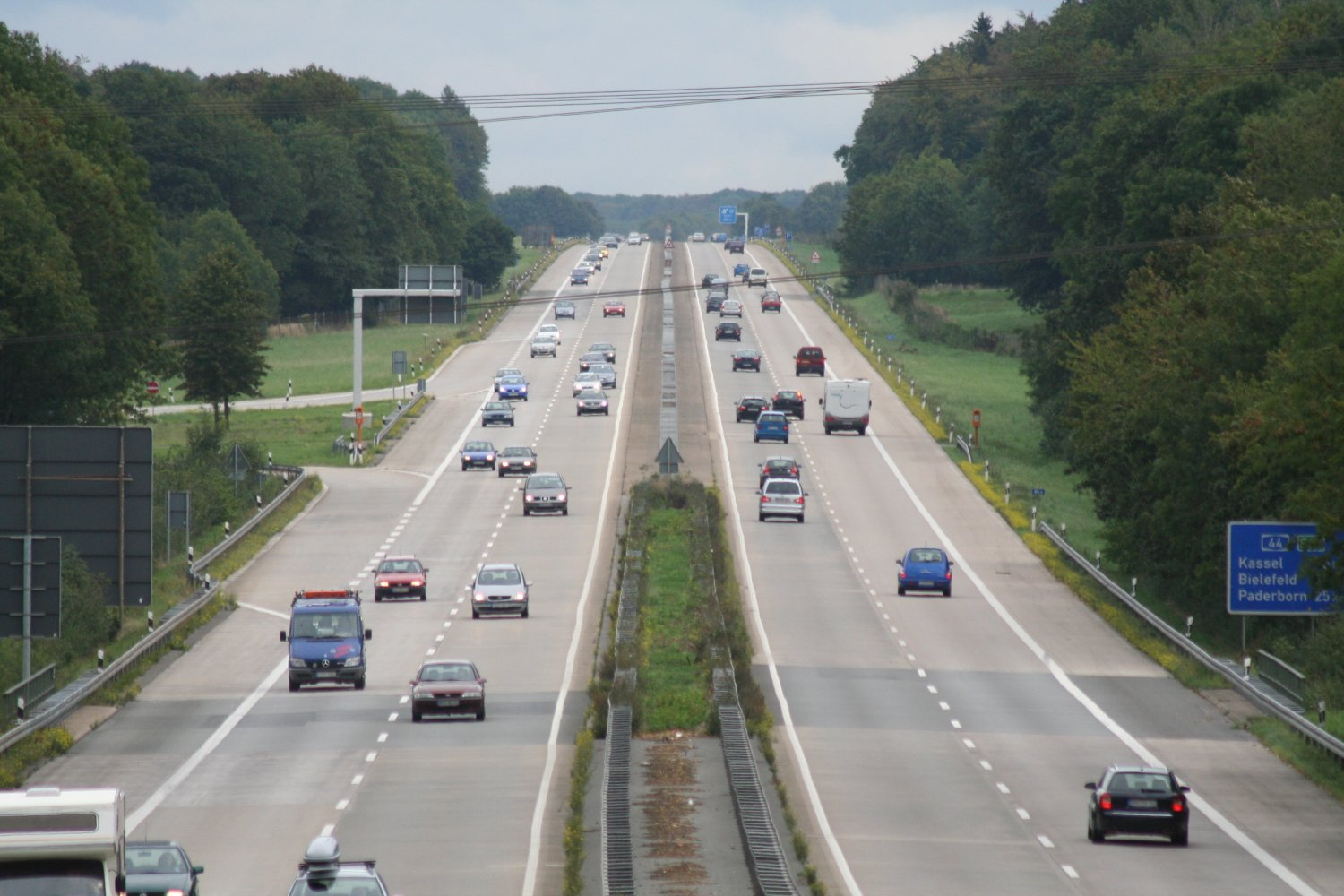
E331/A44 nära Büren, även förberedd som militär reservflygplats.

E331 eller Europaväg 331 är en europaväg som går från Dortmund via Werl till Kassel, inom Tyskland.
Den är 150 km lång, motorväg hela vägen (A44), och ansluter till E37 och  E45.